# Siphocampylus chloroleucus
Siphocampylus chloroleucus är en klockväxtart som beskrevs av Franz Elfried Wimmer. Siphocampylus chloroleucus ingår i släktet Siphocampylus och familjen klockväxter. Inga underarter finns listade i Catalogue of Life.